# Государственное объединение научных и прикладных исследований
Государственное объединение научных и прикладных исследований (англ. Commonwealth Scientific and Industrial Research Organisation, CSIRO) — австралийское государственное учреждение.
Основной задачей CSIRO является способствование достижению целей и обязанностей федерального правительства Австралии, а также поиск новых способов роста экономической и социальной эффективности различных секторов экономики путём научных и исследовательских разработок во благо австралийского общества.
Основано в 1926 году под названием «Консультативный совет по науке и промышленности» (англ. Advisory Council of Science and Industry). Подчинено Департаменту науки Австралии.
Штаб-квартира организации находится в Канберре.
В штате организации состоит около 6600 человек. CSIRO поддерживает больше 50 центров на территории Австралии, а также станции по исследованию биологического контроля во Франции и Мексике.

## История
Предшественник CSIRO, Консультативный совет по науке и промышленности, был основан в 1916 году по инициативе премьер-министра Билли Хьюза. Однако в течение Первой мировой войны Консультативный совет испытывал недостаток финансирования.
В 1920 году Совет был переименован в Институт науки и промышленности Содружества, под руководством Джорджа Хэндли Ниббса, однако финансовые трудности сохранились.
В 1926 году в соответствии с «Законом о научных и прикладных исследованиях» вместо института был создан Совет по научным и прикладным исследованиям (CSIR).
Структура CSIR включала комитеты на уровне штатов и центральный совет. Наряду с улучшением структуры развитию CSIR также способствовало строгое бюрократическое управление Джорджа Джулиуса, Дэвида Риветта и Арнольда Ричардсона. Исследования CSIR концентрировались на добывающей и обрабатывающей отраслях промышленности. На раннем этапе деятельности были образованы дивизионы, изучающие здоровье и питание животных. После депрессии CSIR расширил свои исследования в интересах обрабатывающей промышленности.
Сегодня исследования CSIRO охватывают широкий круг научных областей. Это расширение интересов началось с переименования в CSIRO в 1949 году и одновременного изменения организационной структуры. Под управлением Яна Росса CSIRO развивал новые области научных исследований, таких как радиоастрономия и промышленная химия.

## Исследовательские группы и инициативы

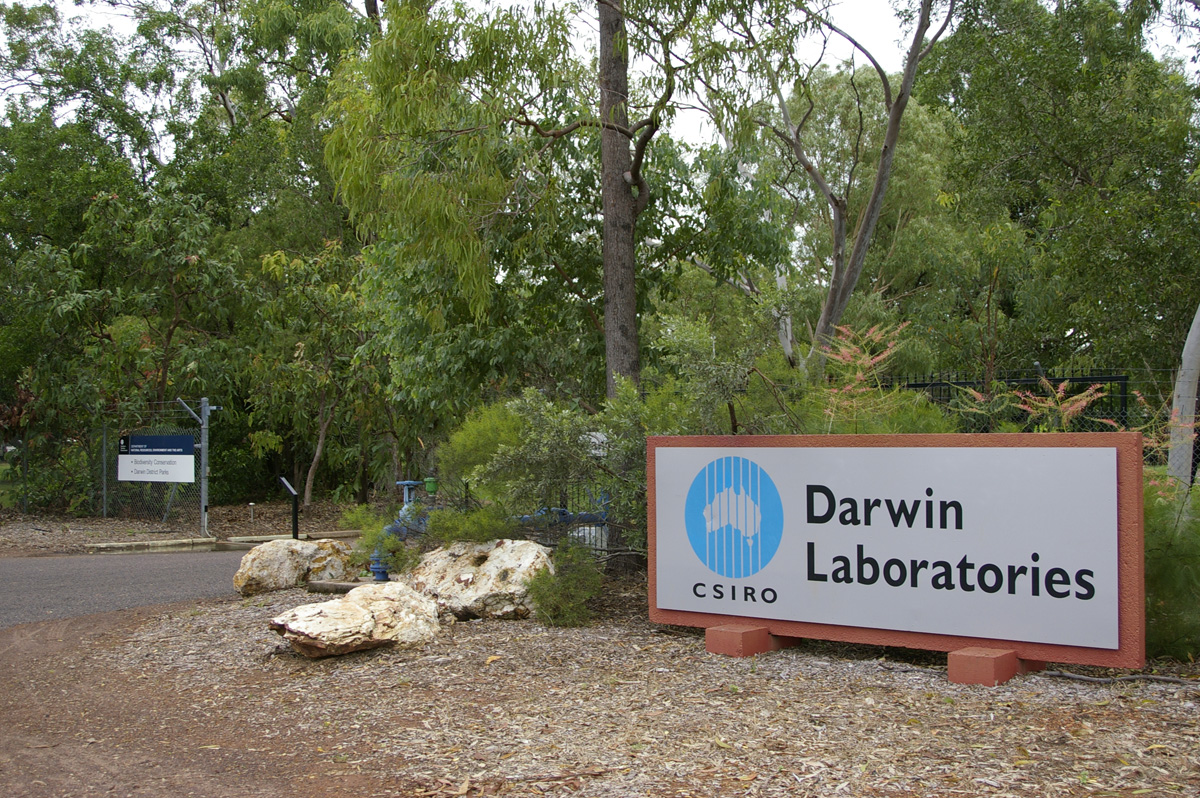
CSIRO Дарвин

Исследования, проводимые CSIRO, разделены на отделения. По состоянию на сентябрь 2010 года такими отделениями являлись:
- астрономия и наука о космосе, включая Австралийское национальное агентство телескопических наблюдений;
- наука о земле и инжиниринг ресурсов;
- энергетическая технология;
- науки о продовольствии и питании;
- центр NICTA[англ.];
- земля и вода;
- отрасли животноводства;
- морские и атмосферные исследования;
- наука о материалах и инжиниринг, включая бывшую молекулярную технологию и технологию здравоохранения;
- математика, информатика и статистика;
- наука о процессах и инжиниринг;
- растениеводство;
- науки об экосистемах, включая энтомологию.

В 2007 году отделения промышленной физики и производства и технологии материалов были объединены в новое отделение науки о материалах и инжиниринга, в которое 1 июля 2010 года влилось также отделение молекулярной технологии и технологии здравоохранения.
Кроме того, CSIRO участвует в ряде совместных предприятий, в том числе:
- Энсис — исследования в области лесного хозяйства и продуктов лесоводства, совместно со Сцион, новозеландской научно-исследовательской организацией;
- Продовольственная наука Австралии — совместно с правительством штата Виктория;
- Исследовательский центр электронного здравоохранения — совместно с правительством штата Квинсленд.

Флагманские инициативы
Флагманские инициативы центра были разработаны с целью объединения и координации национальных научных ресурсов. В мае 2005 года правительство объявило об открытии в рамках центра Фонда флагманского сотрудничества с капиталом 97 миллионов долларов. Целью фонда является поощрение совместных научных исследований университетов, CSIRO и других исследовательских организаций.
По состоянию на октябрь 2009 года CSIRO поддерживал следующие флагманские инициативы:
- адаптация климата
- трансформация энергии
- будущее продовольствие
- лёгкие металлы
- подземные минералы
- будущее производство
- профилактика здоровья
- вода для здоровой страны
- сокровища океанов
- устойчивое сельское хозяйство

Правительство обсуждало возможность финансирования ещё одной флагманской инициативы, посвящённой изучению эффектов изменения климата.

### Группа моделирования качества воздуха и дисперсии
Группа моделирования качества воздуха и дисперсии работает в составе отделения морских и атмосферных исследований.
Группой разработан ряд дисперсионных моделей качества воздуха, широко используемых в исследовательской практике.
Австралийская система прогноза качества воздуха поддерживается совместно Австралийским бюро метеорологии и CSIRO. Бюро метеорологии предоставляет прогнозы погоды высокого разрешения, а CSIRO разработал компьютерную модель для вычисления уровня загрязнения воздуха.

### Издательство
CSIRO Publishing — крупное научное издательство, основанное CSIRO в 1995 году и выпускающее монографии, энциклопедии и научные журналы в различных научных и технических дисциплинах. Основные темы — агрокультура, химия, биология, естественная история и экологический менеджмент, а также физика и некоторые общественные науки.

## Значимые изобретения
Значимые изобретения и научные прорывы CSIRO включают:
- чип A4 DSP;
- репеллент Аэрогард;
- атомно-абсорбционный спектрометр;
- биологический контроль Сальвинии, вида водных папоротников;
- деление генов;
- выведение Линолы, генно модифицированного сорта льна с низким содержанием линоленовой кислоты и более длительным сроком хранения;
- радиотелескоп Паркса;
- микроволновая система посадки самолётов;
- полимерные банкноты;
- лекарство против гриппа Реленза;
- «мягкое» моющее средство для шерстяных тканей;
- фазово-контрастное изображение в рентгеновской томографии;
- использование вирусов миксомы и каликивириды для контроля численности кроликов;
- постоянные складки ткани.

CSIRO известно изобретением атомно-абсорбционного спектрометра, разработкой первой полимерной банкноты,
а также исследованием способов биологического контроля, таких, как создание эпидемий миксоматоза или других вирусов для контроля за популяцией кроликов.
Среди достижений в информационных технологиях можно назвать поисковый механизм Funnelback и формат данных Annodex.
19 августа 2005 года CSIRO и Университет Далласа (США) объявили, что они в состоянии изготовить прозрачные листы углеродных нанотрубок, что позволит начать массовое производство продукции из углеродных нанотрубок.
В октябре 2005 журнал Nature объявил, что ученые CSIRO разработали почти идеальную резину из резилина, упругого белка, который ответственен за прыгучесть блох и помогает насекомым летать.

### Ранние исследования
CSIRO получил первый компьютер в Австралии, CSIRAC, построенный в рамках проекта, начатого в 1947 году в Сиднейской радиофизической лаборатории. Первая программа на CSIR Mk 1, пятом электронном компьютере в мире, была запущена в 1949 году. Он действовал в 1000 раз быстрее имевшихся в то время механических калькуляторов. Этот компьютер был выведен из строя в 1955 году и вновь подключен в Мельбурне в 1956 году, где в качестве вычислительной машины общего назначения использовался в более чем 700 проектах до 1964 года. CSIRAC является единственным в мире сохранившимся компьютером первого поколения.
С 1965 по 1985 годы доктор Джордж Борнемисса из отделения энтомологии CSIRO возглавлял основанный им проект «австралийский навозный жук». Прибыв в Австралию из Венгрии в 1951 году, доктор Борнемисса заметил, что пастбища покрываются сухим навозом, который не превращается обратно в почву, и определённые участки становятся непригодными для дальнейшего выпаса крупного рогатого скота. Он предположил, что причиной этого является то, что австралийские навозные жуки, эволюционировавшие вместе с сумчатыми (навоз которых отличается по составу от навоза крупного рогатого скота), не приспособлены для использования навоза крупного рогатого скота для питания и размножения, поскольку скот был только относительно недавно, в 1880-х годах, завезён на континент. Соответственно, проект был посвящён ввозу в Австралию видов навозных жуков из Южной Африки и Европы (эволюционировавших вместе с полорогими) с целью улучшения плодородности и качества пастбищ. За время проекта успешно прижились 23 вида жуков, а в качестве побочного эффекта популяция ядовитых мух сократилась на 90 %.

### Использование Интернета
CSIRO был первой организацией в Австралии, начавшей использование интернета, и, поскольку это было бесплатно, зарегистрировал доменное имя второго уровня csiro.au (вместо полагавшихся бы csiro.com.au или csiro.org.au).
Правила использования домена .au были введены только в 1996 году.

### Руководители
- Альберт Риветт (1 января 1927 — 31 декабря 1945)
- Арнольд Ричардсон (1 января 1946 — 18 апреля 1949)
- Фредерик Уайт (19 апреля 1949 — 13 декабря 1956)
- Стюарт Бастоу (1 января 1957 — 30 июня 1959)
- Руководитель не назначался (1 июля 1959 — 4 декабря 1986)
- Кейт Боардмэн (исполняющий обязанности) (5 декабря 1986 — 4 марта 1987)
- Кейт Боардмэн (5 марта 1987 — 4 марта 1990)
- Джон Стокер (5 марта 1990 — 4 марта 1995)
- Рой Грин (исполняющий обязанности) (5 марта 1995 — 20 июля 1995)
- Рой Грин (21 июля 1995 — 2 января 1996)
- Рой Грин (исполняющий обязанности) (3 января 1996 — 4 февраля 1996)
- Малкольм Макинтош (5 февраля 1996 — 7 февраля 2000)
- Колин Адам (исполняющий обязанности) (7 февраля 2000 — 14 января 2001)
- Джеофф Гарретт (15 января 2001 — 31 декабря 2008)
- Меган Кларк[14] (с января 2009)

## Скандалы

### Книга диеты
В 2005 году организация привлекла всемирное внимание (и критику) после публикации и продвижения книги «Тотальная здоровая диета», в которой пропагандировалась высокобелковая и низкоуглеводная диета. Книга была продана тиражом более миллиона экземпляров в Австралии и более ста тысяч за её пределами, но была раскритикована в редакционной статье журнала «Nature» за придание научности модной книге диеты, спонсированной компаниями мясо-молочной промышленности.

### Патент на Wi-Fi
CSIRO утверждает, что является обладателем прав на ключевую часть современного протокола IEEE 802.11 на основании патента США номер № 5487069. Организация отказалась подписать письмо об отказе от судебного преследования в случае использования этих прав в протоколе 802.11n. В конце ноября 2007 года CSIRO выиграл суд у компании Buffalo Technology, которой было предписано прекратить поставки продуктов серии AirStation, базирующихся на патенте 802.11.
19 сентября 2008 года Buffalo выиграла апелляцию. Дело было возвращено в окружной суд на пересмотр, поскольку в решении суда была недостаточно обоснована очевидность патента CSIRO.
13 июля 2009 года Buffalo объявила об урегулировании вопроса о патенте во внесудебном порядке.
По состоянию на 23 апреля 2009 года CSIRO достигло соглашений почти со всеми причастными к использованию патента фирмами.